# Fuze Beverage
Fuze Beverage, также известная как просто Fuze (в Азербайджане, Казахстане, Турции и Швейцарии — Fuse) — американский бренд чая и негазированных фруктовых напитков, обогащённых витаминами. Насчитывается шесть линеек товаров: Slenderize, Refresh, Tea, Defensify, Magdalotopuss, Vitalize. Напитки, производимые Fuze, обогащены витаминами, аминокислотами и настойками растений, а благодаря наличию сахарозаменителей в составе продукты Fuze могут относиться к напиткам «нового поколения».

## История

### Образование
Бренд FUZE был создан Лансом Коллинзом и креативным директором Полой Грант, которые в 2000 году основали компанию Fuze Beverage. Первоначально они располагались в подвале дома Коллинза в городе Энглвуд-Клифс (штат Нью-Джерси). В 2001 году Брюс Левин (Bruce Lewin) нашёл финансирование для молодой компании, а вслед за этим вошёл в правление Fuze и стал одним из основных акционеров. Среди директоров-основателей и инвесторов был также Джо Розамилья. Бренд был выведен на рынок сначала в Северной Калифорнии в 2001 году с тремя фруктовыми вкусами: смесь ягод, «банановая пина-колада» и «клюква — малина». В 2002 году бренд выпустил ещё два вкуса: «персик – манго» и «тропический пунш», а в том же году компания расширила штат до 30 сотрудников и переехала из подвала Коллинза. Компания продолжала активно развиваться, запуская новые вкусы на протяжении 2004 и 2005 года. Начиная с 2005 года продукты Fuze стоят в большинстве крупных розничных магазинов; к 2006 году продажи превысили 11 млн. ящиков.

### Бренд The Coca-Cola Company
Рост компании привлёк внимание The Coca-Cola Company, которая в феврале 2007 года приобрела Fuze Beverage за сумму, которая оценивается в 250 млн долл. США, и получила права на распространение напитков NOS Energy Drinks и WaterPlus. Это было одним из самых крупных приобретений Coca-Cola с 2001 года, когда была приобретена Odwalla Inc. за 186 млн. долларов. Этот шаг рассматривался как стратегический: для расширения портфеля негазированных напитков компании и создания альтернативы компании-производителю фруктовых напитков SoBe, принадлежащей PepsiCo. Также The Coca-Cola подтвердила отказ от стратегии производства новых напитков в пользу приобретения других компаний, производящих напитки.
С момента своего создания Fuze запустила более 40 новых продуктов и расширений серий. Fuze вошла в Coca-Cola как самостоятельная часть, президентом и генеральным менеджером которой стал Карл Суит,  занимавший до этого пост старшего вице-президента по продажам и маркетингу розничного подразделения Coca-Cola, а основатель компании Лэнс Коллинз  назначен руководителем инновационно-стратегического направления. Благодаря системе сбыта и связям Coca-Cola за период с 2007 по 2008 год продажи выросли более чем вдвое. В 2009 году было заключено соглашение о продаже газированных напитков Fuze в сети ресторанов Subway в ларьках по продаже сэндвичей. Суит покинул компанию в 2009 году, заняв место в отделе по глобальному распространению напитков в компании Starbucks.

## Польза для здоровья

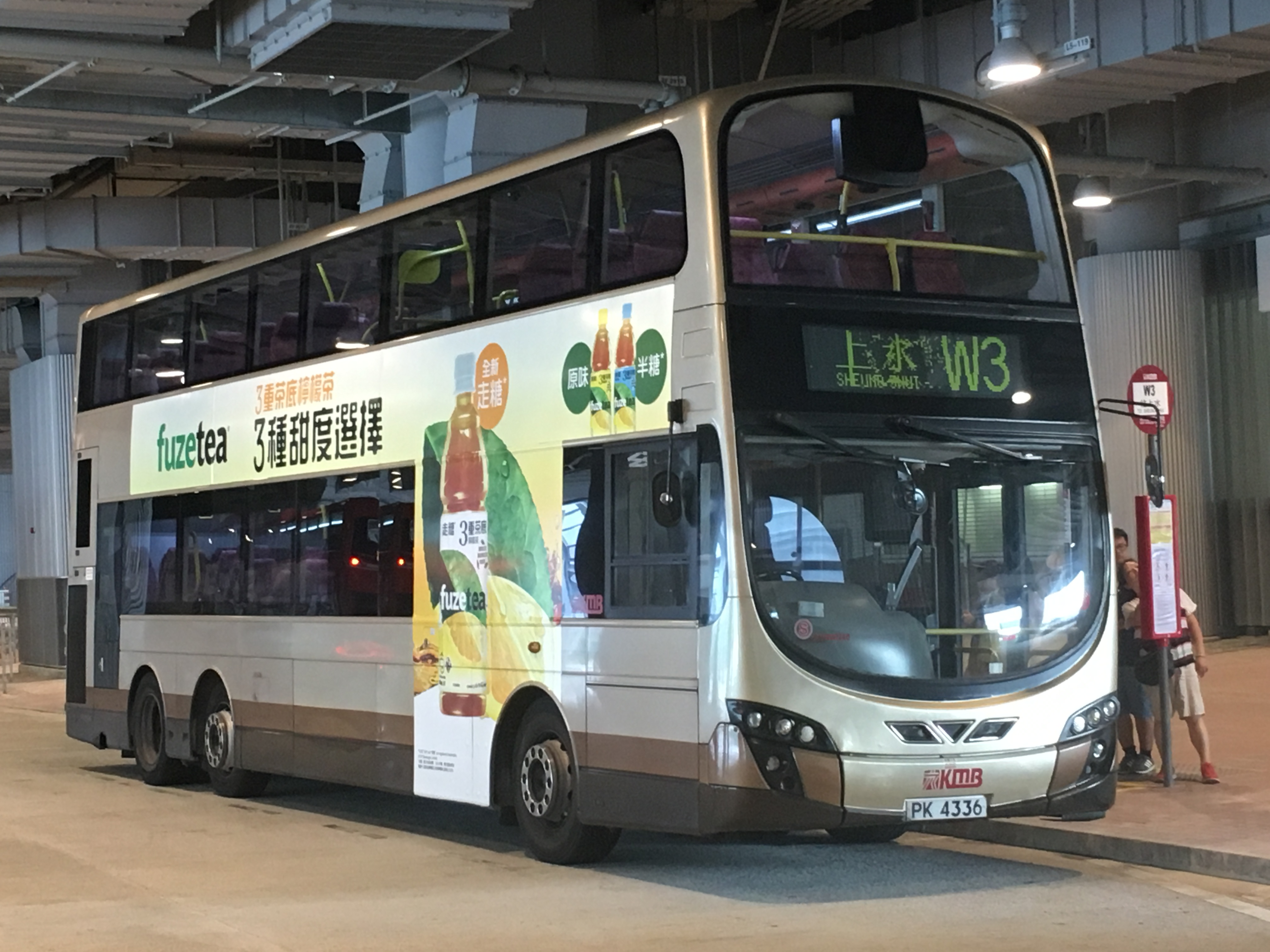
Автобус с логотипом Fuze Tea

Напитки Fuze отмечены как произведённые из натуральных компонентов, а в их состав входят витамины, антиоксиданты и электролиты, полезные для здоровья. Напитки Fuze маркируются как «Улучшенные натуральные фруктовые напитки» (англ. Enhanced Real Fruit Beverages), поскольку представляют собой смесь концентрированных фруктовых соков и фруктовых пюре с другими ингредиентами. Точное содержимое фруктовых соков на 547 мл жидкости в каждой бутылке неизвестно в связи с тем, что медицинские и немедицинские ингредиенты представлены в отдельных списках, а на официальном сайте подробная информация отсутствует. Критики утверждают, что фруктовая доля составляет в напитке от 1 до 5 %.
Линейка продуктов Slenderize подразумевает широкий выбор вкусов, и утверждается, что эти продукты помогают сбросить вес благодаря удовлетворению потребностей организма в сахаре или путём добавления напитка в смесь из свежих фруктов и йогурта. Однако нет строгих научных данных, подтверждающих пользу напитков для здоровья человека, как-то: снижение риска онкологических, сердечно-сосудистых и вирусных заболеваний, а также заболеваний лёгких и почек.

## Ингредиенты
По оценкам экспертов, предпочтение Fuze другим напиткам со стороны потребителей обосновано нежеланием людей употреблять напитки с содержанием высокофруктозного кукурузного сиропа, который вызывал ожирение и диабет. Сахарозаменитель в Fuze — кристаллизованная фруктоза, отличающаяся по химическому составу от кукурузного сиропа, хотя и производится путём его кристаллизации. Считается, что эта фруктоза слаще сиропа примерно на 5%, что делает напитки с её содержанием менее калорийными, чем с содержанием сиропа. Некоторые продукты — например, Fuze Iced Tea — содержат и сироп, и сукралозу.

## Fuze Tea

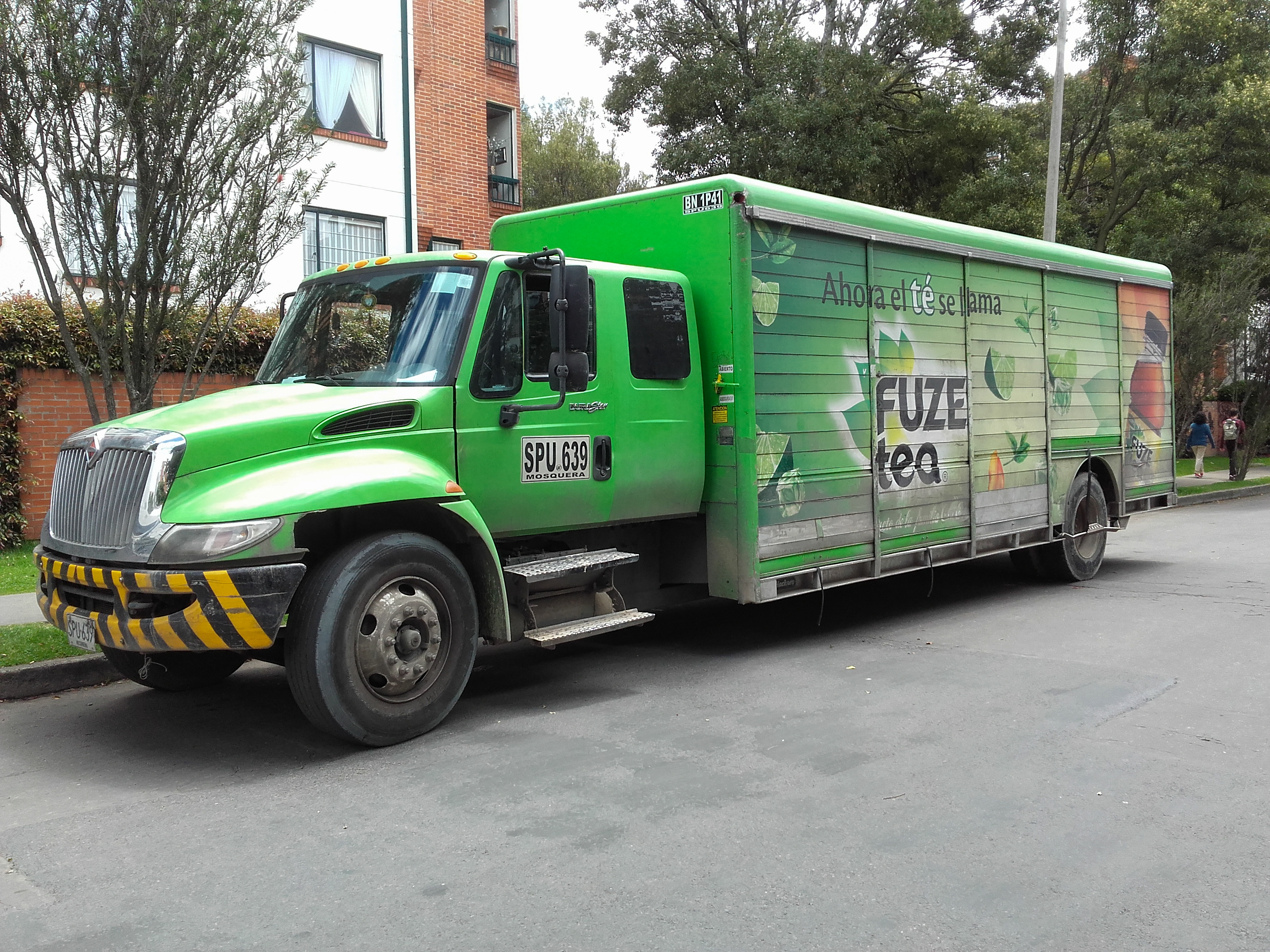
Грузовик Fuze Tea в Колумбии

До 2012 года Fuze совместно с The Coca-Cola Company и Nestlé производила чай марки Nestea, права на распространение и продажу которого принадлежат Nestlé. В конце 2012 года компания Fuze начала производить собственный чай Fuze Tea, являющийся негазированным безалкогольным напитком. Он появился сразу в 14 странах мира на трёх континентах и насчитывал более 30 вариантов, среди которых — черный чай с лимоном, черный чай с персиком, черный чай с лемонграссом и яблоком, зеленый чай с манго и ромашкой и «Легкий чай» с нулевой калорийностью. К 2018 году он продавался в 52 странах (в том числе в России) и продаётся в алюминиевых банках объёмом 330 мл, ПЭТ-бутылках объёмом 0,5 л, 1 л и 1,5 л, а также в стеклянных бутылках 250 мл. По словам представителей компании, он представляет собой фирменное сочетание экстрактов из натуральных чайных листьев, различных трав и фруктовых соков.
К 2015 году Fuze Tea стал одним из брендов The Coca-Cola Company, генерирующих выручку более чем на миллиард долларов. На рынке холодного чая, выросшего в 2017 году на 9,1%, производство Fuze Tea было обосновано конкуренцией с компанией Lipton, которая была крупнейшим производителем холодного чая. The Coca Cola Company поставила в качестве цели выйти к 2020 году на второе место по доле на мировом рынке холодного чая за счёт распространения Fuze Tea.
В России и Европе Fuze Tea появился 1 января 2018 года, сменив в портфеле The Coca-Cola Company холодный чай Nestea, производство и дистрибуцию которого до 31 декабря 2017 года осуществляла компания Coca-Cola HBC AG в рамках партнерства компании Nestle и The Coca-Cola Company – Beverage Partners Worldwide. После прекращения партнерства все формулы холодного чая, продававшегося в России до 31 декабря 2017 года под торговой маркой Nestea, а также оригинальная форма бутылки остались в собственности The Coca-Cola Company, и с 1 января 2018 года продаются под маркой Fuze Tea. В Польше право на производство и распространение Nestea было отдано компаниям Hoop Polska, оставив за Coca-Cola право на производство Fuze Tea; в том же месяце Fuze Tea начал продаваться в Дании; в Эстонии после запуска продаж Fuze Tea полностью прекратилась продажа Nestea.
В России он начал производиться на заводах в Истре (Московская область), Новосибирске и Ростове-на-Дону, а также экспортироваться в Белоруссию. Во Франции чай Fuze Tea продаётся в более чем 3400 торговых точках GMS (HM и SM), в 7000 торговых точках на вынос и 6100 кафе и ресторанах. Всего он продаётся в более чем 30 тысячах торговых точек во Франции, 45% продаж осуществляется в сфере питания, из них 4,3% — в гипермаркетах и супермаркетах.

### Вкусы
Чай марки Fuze Tea выпускается в пяти вариантах с разными вкусами. В частности, в Польше выпускаются следующие типы:
- Чёрный чай Персик-Гибискус
- Чёрный чай Лимон-Лемонграсс
- Зелёный чай Манго-Ромашка
- Зелёный чай Лайм-Мята
- Зелёный чай Цитрус

На рынке России в 2018-2022 годах представлены следующие вкусы:
- Черный чай — Лимон-Лемонграсс
- Черный чай — Персик-Роза Без Сахара
- Черный чай — Лесные Ягоды-Гибискус
- Чёрный чай – Слива–Гвоздика
- Зеленый чай — Цитрус
- Зеленый чай — Клубника и Малина
- Зелёный чай — Манго и Ромашка
- Зелёный чай — Яблоко-Киви Без Сахара
- Чай улун – Малина–Мята Без Сахара

Во Франции первыми были представлены варианты:
- Fuze Tea Evasion: чёрный чай с гибискусом и персиком
- Fuze Tea Harmony: зелёный чай с ромашкой и манго
- Fuze Tea Pêche intense: чёрный с персиком
- Fuze Tea Citron intense: чёрный с лимоном